# Wilhelm Kraut (Sohn)
Wilhelm Kraut (* 17. März 1906; † 13. Juli 1992) war ein deutscher Unternehmer. Er war geschäftsführender Gesellschafter des Waagenherstellers Bizerba.

## Werdegang
Kraut wurde als ältestes von vier Kindern des Waagenfabrikanten Wilhelm Kraut senior (1875–1957) und der Anna Kraut (1881–1934) geboren.
Nach schwerer Erkrankung seines Vaters Anfang 1923 holte dieser ihn erst 17-jährig in die Leitung der Firma. Mit innovativen Entwicklungen führten beide das Unternehmen bis 1928 zum größten Waagenhersteller im Deutschen Reich. Nach dem Zweiten Weltkrieg entwickelte sich Bizerba auch zu einem international führenden Unternehmen.

## Ehrungen
- 1966: Ehrensenator der Universität Tübingen[1]
- 1966: Ehrenring der Stadt Balingen[1][3]
- 1966: Großes Verdienstkreuz der Bundesrepublik Deutschland
- 1971: Stern zum Großen Verdienstkreuz[1]
- 1976: Ehrenbürger der Stadt Balingen[1][3]
- 1978: Komtur des Verdienstordens der Italienischen Republik[1]
- 1981: Verdienstmedaille des Landes Baden-Württemberg[1]
- 1986: Ehrenbürger der Stadt Meßkirch
- 1998: Wilhelm-Kraut-Schule, ehemalige kaufmännische Schule in Balingen, Jakob-Beutter-Str. 15, wurde 2003 durch die Schulstrukturreform nach Hechingen und Albstadt integriert[1][4][5]